# Żywie rock'n'roll!
Żywie rock'n'roll! (Жыве rock'n'roll!, pol. Niech żyje rock'n'roll!) – drugi album studyjny białoruskiego zespołu rockowego :B:N:, wydany w 2006 roku. Płyta została nagrana w białostockim studiu Rembrandt w lutym 2006 roku i zaprezentowana 15 lipca na festiwalu Union of Rock w Węgorzewie. Utwory z albumu znalazły się m.in. na składankach Hienierały ajczynnaha roku, Pieśni swabody, Dychać! oraz Premjer Tuzin.

## Lista utworów
| Nr  | Tytuł utworu         | Oryginalna pisownia tytułu | Długość |
| --- | -------------------- | -------------------------- | ------- |
| 1.  | „Ciahnik”            | «Цягнік»                   | 4:53    |
| 2.  | „Harady”             | «Гарады»                   | 3:08    |
| 3.  | „Modniki”            | «Моднікі»                  | 3:34    |
| 4.  | „Żywie rock'n'roll!” | «Жыве rock'n'roll!»        | 4:15    |
| 5.  | „Dażdżami”           | «Дажджамі»                 | 4:38    |
| 6.  | „Usio ad leni”       | «Усё ад лені»              | 2:51    |
| 7.  | „Byu czas”           | «Быў час»                  | 3:27    |
| 8.  | „Nie zabywaj!”       | «Не забывай!»              | 3:46    |
| 9.  | „Kryły”              | «Крылы»                    | 3:25    |
| 10. | „Śpirali”            | «Сьпіралі»                 | 3:19    |
| 11. | „Biaz nazwy”         | «Бяз назвы»                | 3:17    |
| 12. | „Ciahnik” (remix)    | «Цягнік» (remix)           | 4:18    |
|     |                      |                            | 44:51   |

## Twórcy

### :B:N:
- Alaksandr Lutycz – gitara, wokal
- Maksim Litwiniec – gitara, wokal wspomagający
- Alaksandr Zajcau – gitara basowa
- Ramuald Paźniak – perkusja
- Anatol Charytonau – klawisze (utwór 8), chórki (utwory 4–6), zapis i mastering
- Siarhiej Maszkowicz – teksty
- Igor Znyk – produkcja

### Muzycy gościnni
- Miłana Charytonawa – chórki (utwory 4 i 6)
- Jauhienija Chiło – wokal (utwór 5)
- Pawieł Procharau – chórki (utwór 6)
- Swiatłana Praudzina – wiolonczela (utwór 9)
- DJ Sher – remiks (utwór 12)[2]